# 맹제훈
맹제훈은 소설 작가이다. 1990년 8월 생으로 주요 작품들로는 게임 판타지 소설 헬비스트, 판타지 소설 불의 일족, 현대 판타지 소설 신의 아이들이 있다.